# جون إتش والر
جون إتش والر (بالإنجليزية: John H. Waller)‏ هو كاتب ومؤرخ أمريكي، ولد في 8 مايو 1923، وتوفي في 4 نوفمبر 2004 بسبب ذات الرئة.